# Šebalinskij rajon
Lo Šebalinskij rajon (in russo Шебалинский район?) è un municipal'nyj rajon della Repubblica autonoma dell'Altaj, nella Russia asiatica. Istituito nel 1922, occupa una superficie di 14.841 chilometri quadrati, ha come capoluogo Šebalino e nel 2010 ospitava una popolazione di circa 4.000 abitanti.